# А.С.(25)
A.С. (25) (дистрибутерски наслов: "Један сасвим нормалан дечко А.С. (25)") је српски филм из 2019. године у режији и по сценарију Милене Грујић. Ово је њен дипломски, а уједно и први дугометражни филм. 
Премијерно је приказан на 25. Фестивалу ауторског филма 2019. године.
За улогу Салета, Владимир Гвојић добио је награду "Цар Константин" за главну мушку улогу на 55. Филмским сусретима у Нишу.

## Радња
Филм прати Салета и Андреја који након пљачке мењачнице беже у оближњу зграду и игром случаја остају опкољени у стану стране студенткиње.

## Улоге
| ГЛУМАЦ                | УЛОГА              |
| --------------------- | ------------------ |
| Владимир Гвојић       | Сале               |
| Никола Шурбановић     | Андреј             |
| Доминика Вало         | Олга               |
| Ненад Пећинар         | Ненад              |
| Анастасиа Ања Мандић  | Миља               |
| Саша Торлаковић       | Гаги               |
| Миодраг Мики Крстовић | Чика Миша          |
| Сара Пејчић           | Ћака               |
| Рамбо Амадеус         | Црногорац          |
| Наташа Балог          | другарица 1        |
| Катарина Стојановић   | другарица 2        |
| Миљана Краљ           | другарица 3        |
| Милан Пеливановић     | радник у мењачници |
| Марко Гверо           | комуналац 1        |
| Иван Радовић          | комуналац 2        |
| Дејан Николић         | продавац књига     |
| Олег Мићић            | Мали Аца           |
| Миодраг Пантовић      | комшија            |

## Награде
- Ниш, Филмски сусрети 2020 - "Цар Константин" за најбољу мушку главну улогу (Владимир Гвојић)